# Conde de Azarujinha
Conde de Azarujinha é um título nobiliárquico criado por D. Carlos I de Portugal, por Decreto de 23 de Setembro de 1890, em favor de António Augusto Dias de Freitas, antes 1.º Visconde de Azarujinha.
O Conde de Azarujinha foi Par do Reino (hereditário) e Fidalgo da Casa Real, Deputado e Vereador da Câmara de Lisboa.
Grande industrial (na área Vidreira), Concessionário da Real Fábrica da Marinha Grande, com 700 trabalhadores, fundador da Fábrica Nova (futura Ivima), que chegou a ter cerca de 1200 trabalhadores, Director do Mercado da Praça da Figueira, Fundador e Director da Companhia dos Carros Ripert em Lisboa, e ainda sócio do Banco de Portugal (estando entre os principais accionistas), de quem foi Director Substituto, da Fidelidade, da Companhia das Lezírias, dos Caminhos de Ferro, etc.
Foi ainda  sócio de referência e tendo pertencido aos corpos sociais da Companhia das Águas de Lisboa, da Real Fábrica de Fiação de Tomar e da Companhia da Moagem em Viana do Castelo, da Companhia de Ferro e Carvão (Portugal Iron & Coal Company), da Companhia Exploradora das Jazidas de Alencarce.
Foi ainda grande proprietário agrícola na Azaruja (Sobra, Carvalho, etc.), São Miguel de Machede (Herdade da Azarujinha, actualmente courelas da Azaruja e courelas da Toura) Palácio do Conde de Azarujinha, Campo Maior, Alandroal, Montemor, Benavente, Vila Franca, Cartaxo e Sintra. Detinha ainda as herdades de Coelheiros e anexas, Branca de Almeida, etc, perto da Igrejinha.
Em Alcochete era proprietário de salinas Gema, Camela, Tecelôas de Fora, Os Trinta, Inferno Grande, Inferno Pequeno, Peixinho, Pata, Tabuleiro pequeno, Moças, Capela, DoPipeiro, Raposeira do Norte. Foi ainda proprietário das salinas de Restinga e Pinheirinhos perto da Aldeia Galega.
O Conde de Azarujinha morou ao Campo de Santana, em casa que depois arrendou ao Instituto Oftalmológico (n.º 93 actual), e comprou ainda à Duquesa de Saldanha o Palácio Pombeiro, hoje Embaixada de Itália, para além de um Chalet no Estoril (que deu o nome à Praia da Azarujinha) e outro em Paço de Arcos, de um Palácio na Azaruja, da Quinta do Porto em Massamá, de uma quinta em Loures (São João da Coidiceira), etc.
O seu filho único, Libânio Augusto Dias de Freitas, 2.º Conde, chegou a ser o terceiro contribuinte de Portugal, com uma fortuna quase de 3000 contos à época. Em percentagem do PIB cerca de 1920 e que era de 550 mil contos a sua fortuna equivaleria a aprox. 1.000.000.000 de euros.
O primeiro Conde era filho de António Dias de Freitas, Cavaleiro da Torre e Espada, Capitão, Grande negociante da Praça de Lisboa. O Conde casou com D. Joana de Sequeira Pinto, filha do Juiz Conselheiro de Sequeira Pinto, Enfermeiro-Mor, Par do Reino (por sucessão), senhor do Palácio da Costa do Castelo (hoje Vila Flor), onde casou na capela o 1.º Conde de Azarujinha.
Titulares
1. António Augusto Dias de Freitas, 1.º Visconde e 1.º Conde de Azarujinha;
2. Libânio Augusto Severo Dias de Freitas, 2.º Conde de Azarujinha.

Após a Implantação da República Portuguesa, usaram o título por autorização de D. Manuel II e posteriormente do Conselho e do Instituto da Nobreza]]: 
1. Jaime Augusto de Albuquerque de Lemos Dias de Freitas, 3.º Conde de Azarujinha;
2. Jaime Augusto Lasso de la Vega Dias de Freitas, 4.º Conde de Azarujinha;
3. D. Francisco Xavier Manoel de Vilhena Dias de Freitas, 5.º Conde de Azarujinha, Representante do Título de Duque da Terceira e de Marquês, 11.º Conde de Vila Flor, 4.º Conde de Alpedrinha.
4. D. Lourenço Manoel de Vilhena de Freitas, 6.º Conde de Azarujinha, Duque da Terceira, 12.º Conde de Vila Flor e Conde de Alpedrinha.